# Невыполненный
«Невыполненный» — девятый эпизод двадцать второго сезона мультсериала «Южный Парк». Вышел 5 декабря 2018 года в США. В России эпизод был представлен 19 декабря 2018 года на телеканале Paramount Comedy.
Эпизод сосредотачивается на решении корпоративного ритейлера Amazon выбрать город Южный Парк в качестве места для своего нового логистического центра. Эпизод является первой частью сюжетной линии, которая завершится в этом сезоне.

## Сюжет
Стивен Стотч отправляется на свою новую работу логистическом центре компании Amazon. Центр берёт на работу большое количество людей, родители Твика также переходят на новую работу, закрыв свою кофейню. Во время их знакомства с рабочим процессом, их коллегу Джоша сбивает автоматическая тележка с товарами и он оказывается запертым в одной из картонных коробок. Работники центра собираются в баре после окончания рабочего дня. Они узнают о заявлении представительства Amazon, что в происшествии с Джошом оказался виновным человеческий фактор, и решают бастовать. Стивен Стотч не согласен бастовать, так как ему нужны деньги.
Баттерс сталкивается с конкуренцией от Ларри Зевиски, велосипед которого одержал победу в прошлом году. Кенни также решает участвовать в велопараде, несмотря на то, что ранее обещал не связываться с ним. За сборкой велосипеда его замечают Стэн, Кайл и Эрик. Они также решают коллективно поучаствовать в попытке выиграть на велопараде и заказывают детали для велосипедов на Amazon. На следующее утро Картман узнаёт, что работники логистического центра бастуют и его план находится под угрозой срыва.
В мэрию города приезжает генеральный директор Amazon Джефф Безос. Он изображён с чрезвычайно большой головой и общение ведёт телепатически. Он требует мэра Мэкдэниэлс решить проблему с забастовкой, иначе он лишит её аккаунт на Amazon премиального статуса. Стивен говорит семье, что из-за забастовки он и остальные работники центра потеряли премиальный статус. В то время, когда он молится, за ним наблюдают Безос и Макдэниелс. Они понимают, что работники скоро захотят вернуться на рабочие места, и надо сделать так, чтобы это прошло очень спокойно.
Поскольку весь город впадает в депрессию из-за того, что они не получают больше свои заказы, мальчики отправляются в торговый центр, чтобы купить детали для велосипедов. Торговый центр оказывается заброшенным и населённым мутантами. Мутанты говорят мальчикам, что они не могут предложить того ассортимента вещей, который может предложить им интернет, и они продолжают находиться в торговом центре, потому что работа – это их предназначение.
Когда автобус везёт работников центра через забастовщиков, бастующие замечают в нём Стивена. Мальчики звонят Безосу с предложением предоставить рабочих, которые ему нужны, но при условии, что они сначала получат заказанные детали для велосипедов. Джош, находящийся в своей коробке, собирает своих коллег и просит не прекращать бастовать.